# Aich (Steiermark)
Aich (früher auch Aich-Assach) ist eine Gemeinde mit 1322 Einwohnern (Stand 1. Jänner 2025) in der Steiermark und liegt im Ennstal.

## Geografie

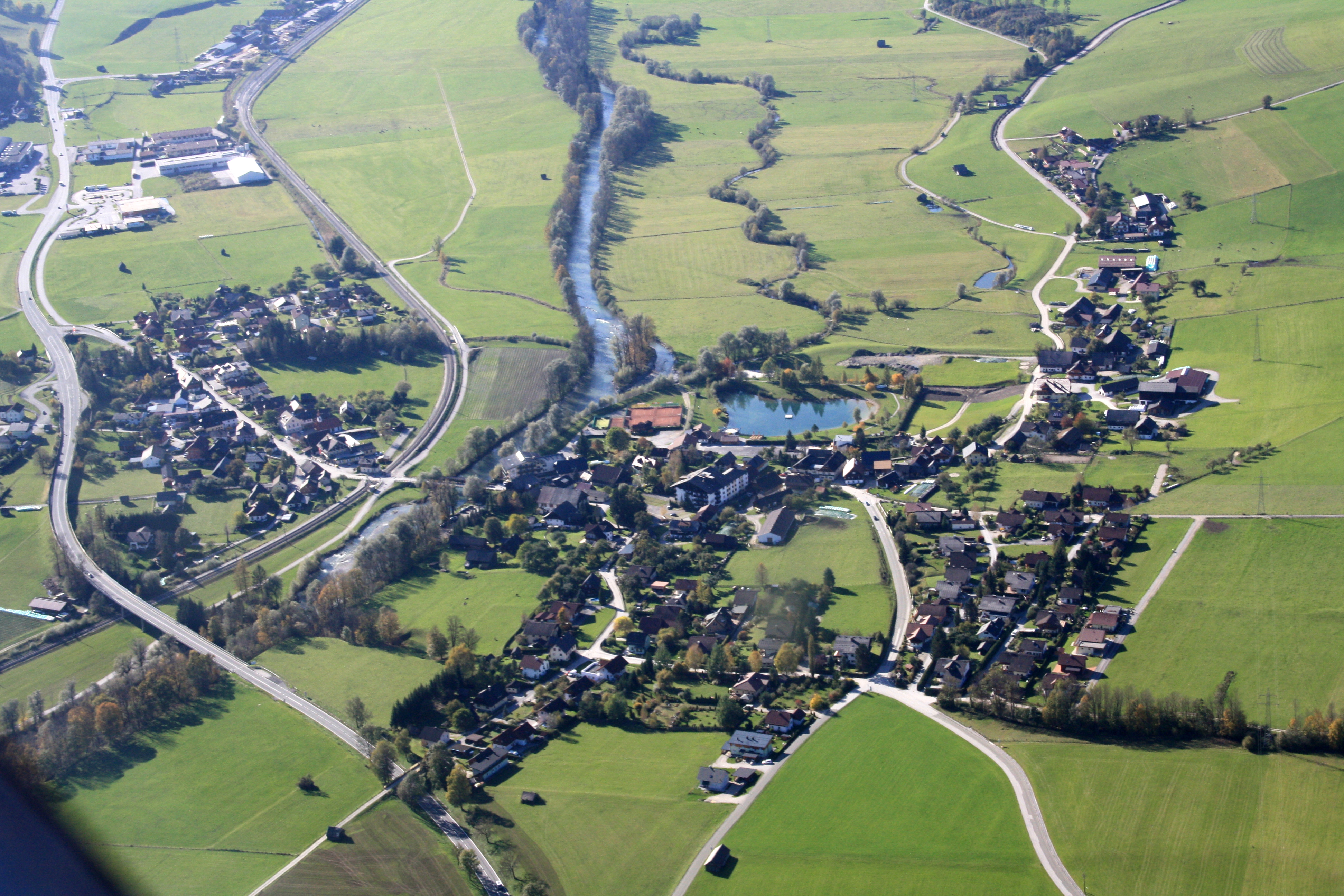
Aich auf einer Luftaufnahme (2012)

Aich liegt in der Expositur Gröbming bzw. Gerichtsbezirk Schladming im Bezirk Liezen im österreichischen Bundesland Steiermark.
Das Gemeindegebiet wird von Westen nach Osten von der Enns durchflossen. Nach Norden steigt das Land zu den südlichen Ausläufern des Toten Gebirges an. Die höchsten Erhebungen sind Kumpfling (1839 m) und Stoderzinken (2048 m). Im Süden hat die Gemeinde Anteil an den Schladminger Tauern mit Pulverturm (2463 m), Hochwildstelle (2747 m) und Gamskarspitze (2491 m).
Die Gemeinde hat eine Fläche von 56,59 Quadratkilometer. Davon sind 19 Prozent landwirtschaftliche Nutzfläche, 56 Prozent Wald, 8 Prozent Almen und 15 Prozent hochalpines Gebiet.

### Gemeindegliederung
Aich ist seit 2015 im Rahmen der steiermärkischen Gemeindestrukturreform mit der Marktgemeinde Gössenberg zusammengeschlossen, die neue Gemeinde führt den Namen Aich weiter.
Das Gemeindegebiet umfasst fünf Ortschaften (in Klammern Einwohnerzahl Stand 1. Jänner 2025):
- Aich (798) samt Aich-Zerstreute Häuser
- Assach (289) samt Assachberg, Friesach, Kunagrün und Kunagrünberg
- Auberg (69) samt Au
- Gössenberg (23) samt Seewigtal
- Petersberg (143) samt Linkes Seewigtal

Die Gemeinde besteht aus zwei Katastralgemeinden (Fläche Stand 31. Dezember 2023):
- Aich (2.467,91 ha)
- Gössenberg (3.190,76 ha)

### Nachbargemeinden
|      | Gröbming                                    |                        |
| Haus | Kompassrose, die auf Nachbargemeinden zeigt | Michaelerberg-Pruggern |
|      | Schladming                                  |                        |

## Geschichte
Die erste urkundliche Erwähnung von Aich erfolgte 1074, als Erzbischof Gebhard dem Kloster Admont einen Wirtschaftshof schenkte. Zur gleichen Zeit wurde auch Gotsinperch (Gössenberg) urkundlich genannt.
Die Aufhebung der Grundherrschaften erfolgte 1848. Die Ortsgemeinde Aich als autonome Körperschaft entstand 1850.
Nach der Annexion Österreichs 1938 kam die Gemeinde zum Reichsgau Steiermark, 1945 bis 1955 war sie Teil der britischen Besatzungszone in Österreich.

## Kultur und Sehenswürdigkeiten
- Katholische Pfarrkirche Assach hl. Nikolaus
- Evangelisches Bethaus Aich
- Gradenbachfall, ein Wasserfall an der Südabdachung des Dachsteinmassivs
- Friedenskircherl am Stoderzinken

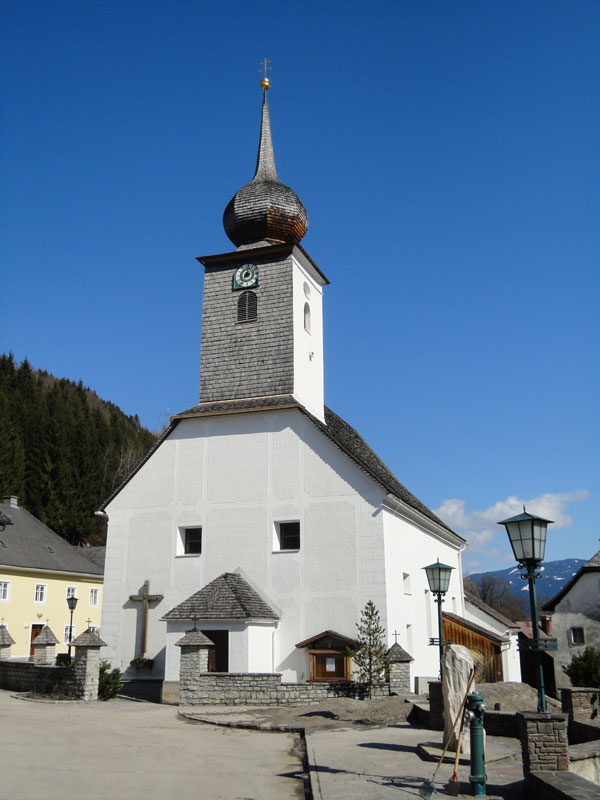
Pfarrkirche Assach
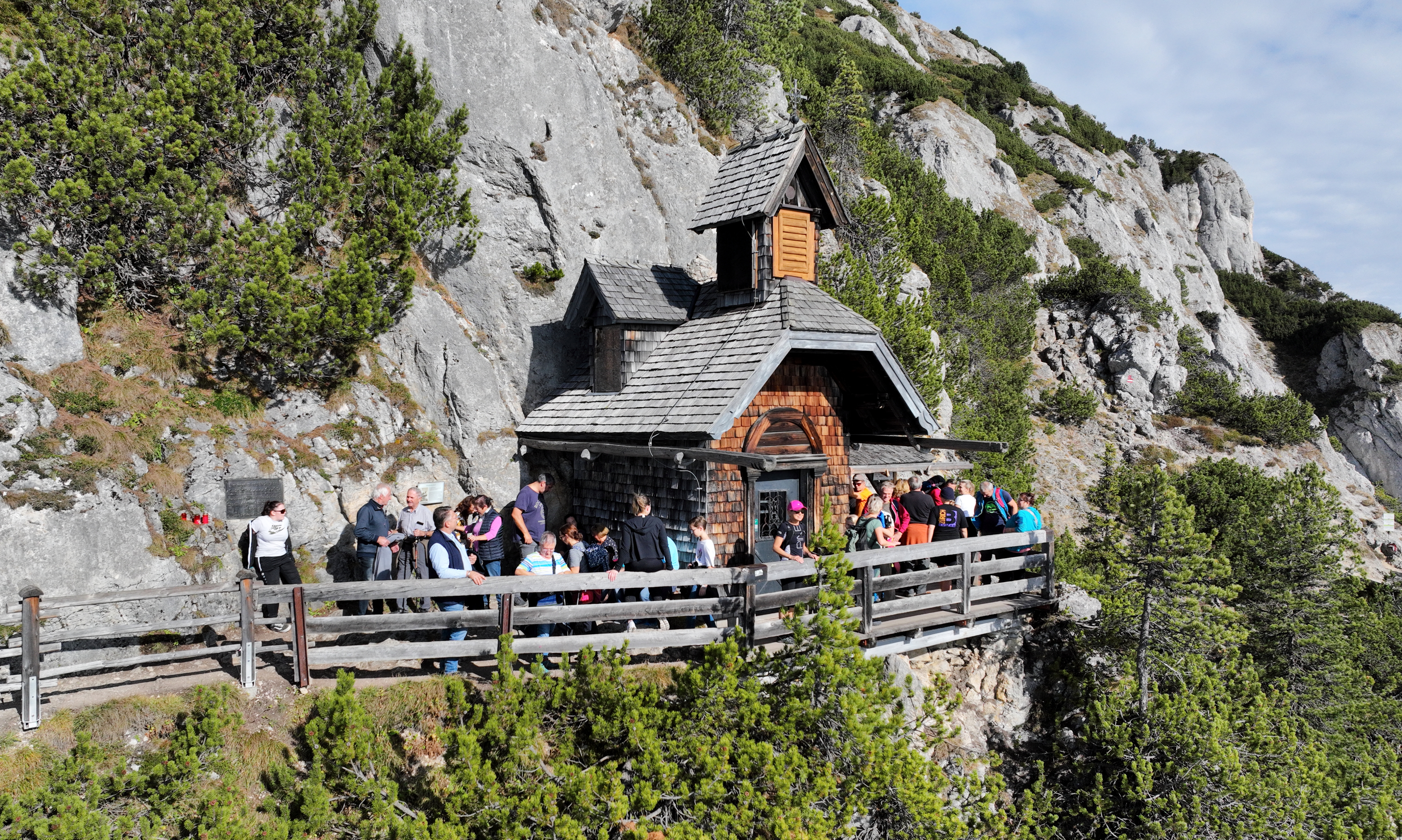
Friedenskircherl am Stoderzinken
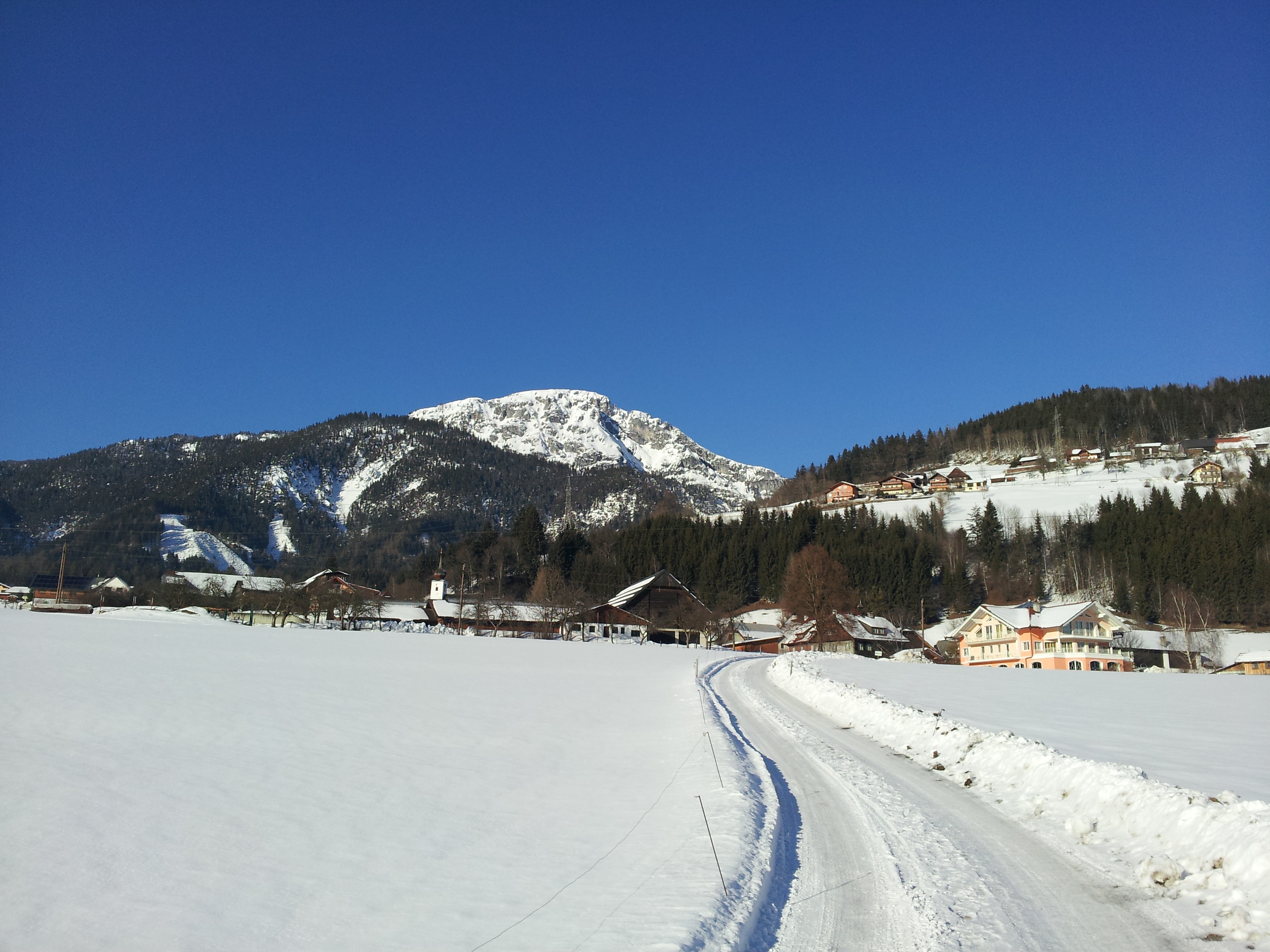
Assach mit Stoder und Assachberg
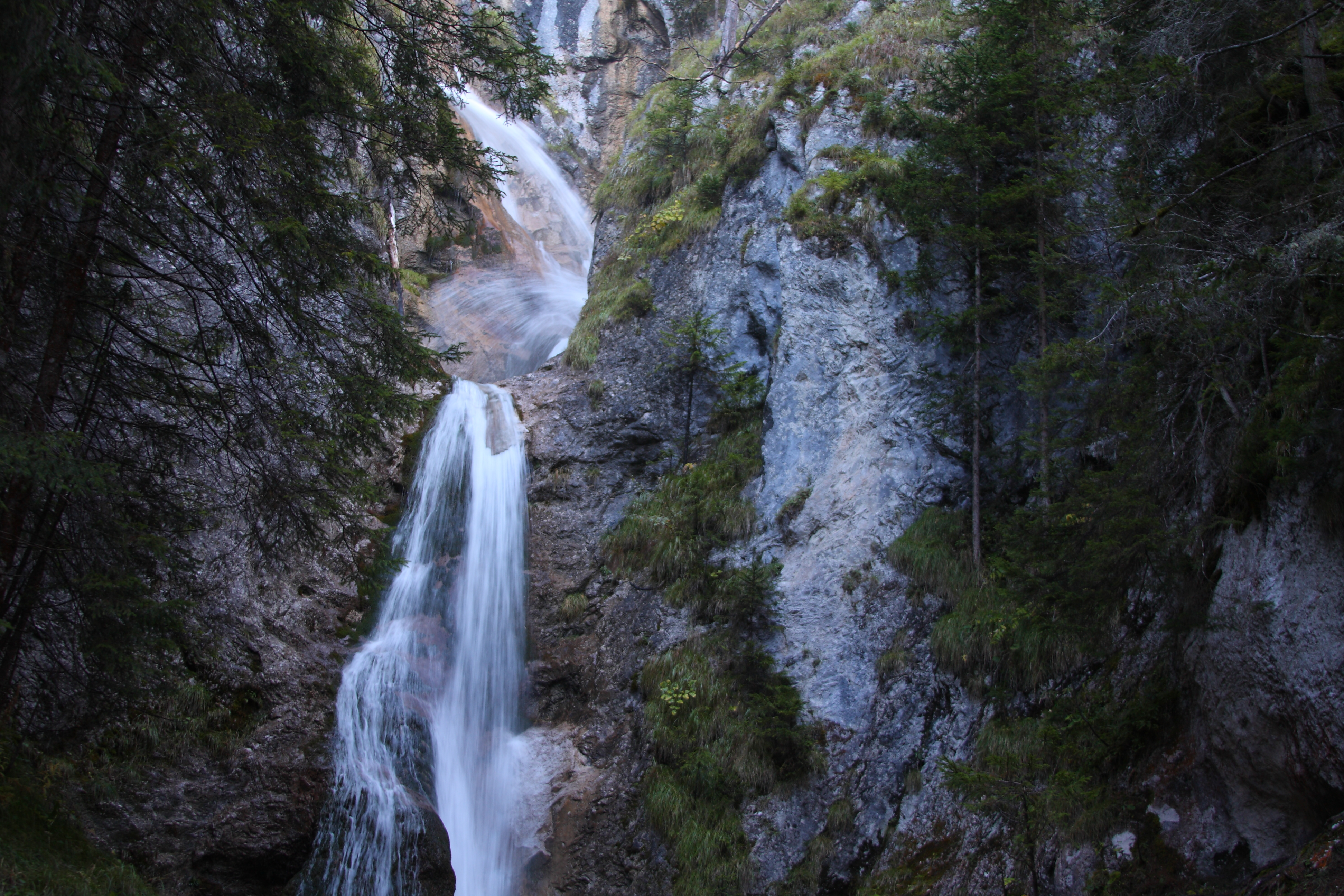
Gradenbachfall
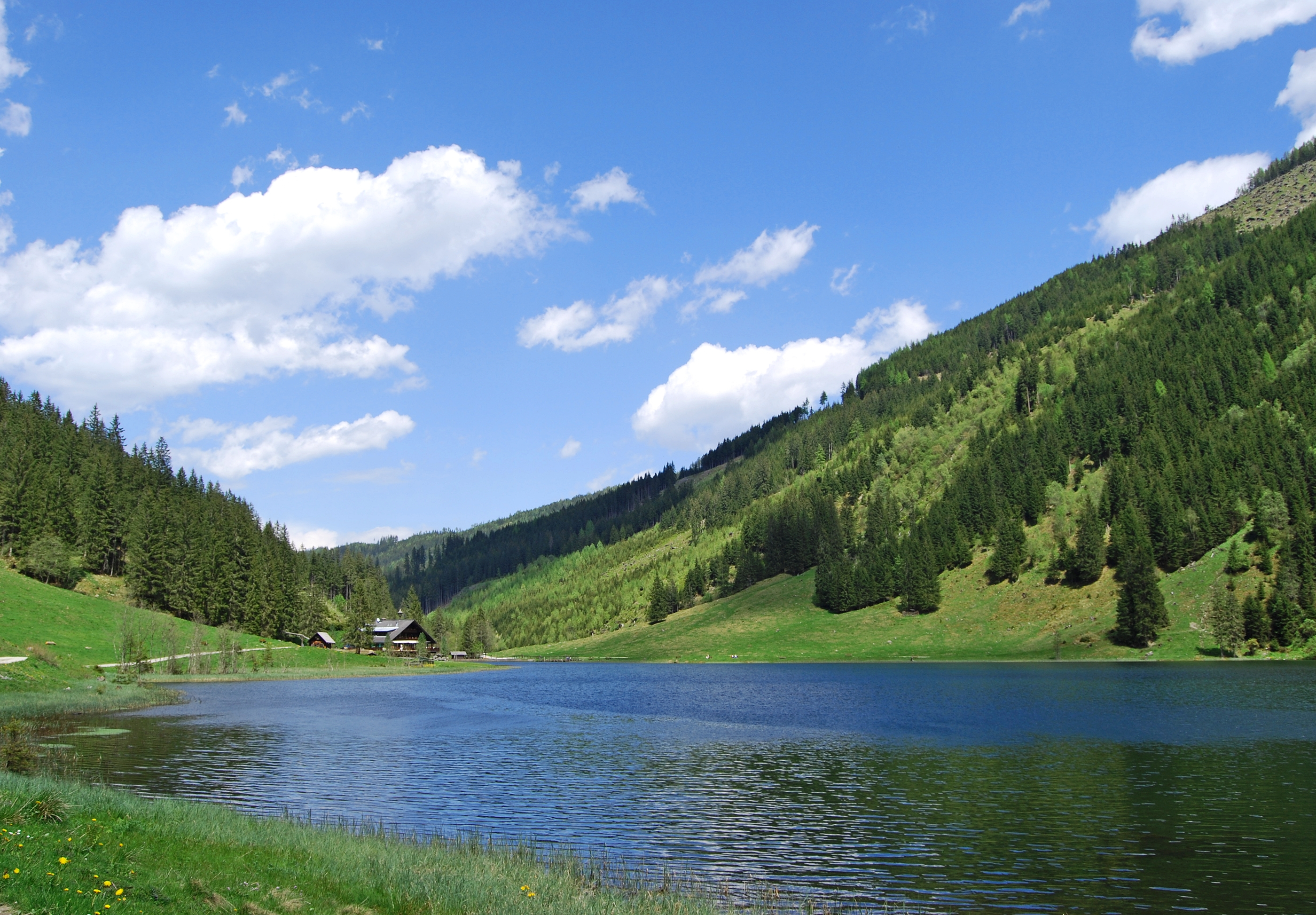
Steirischer Bodensee
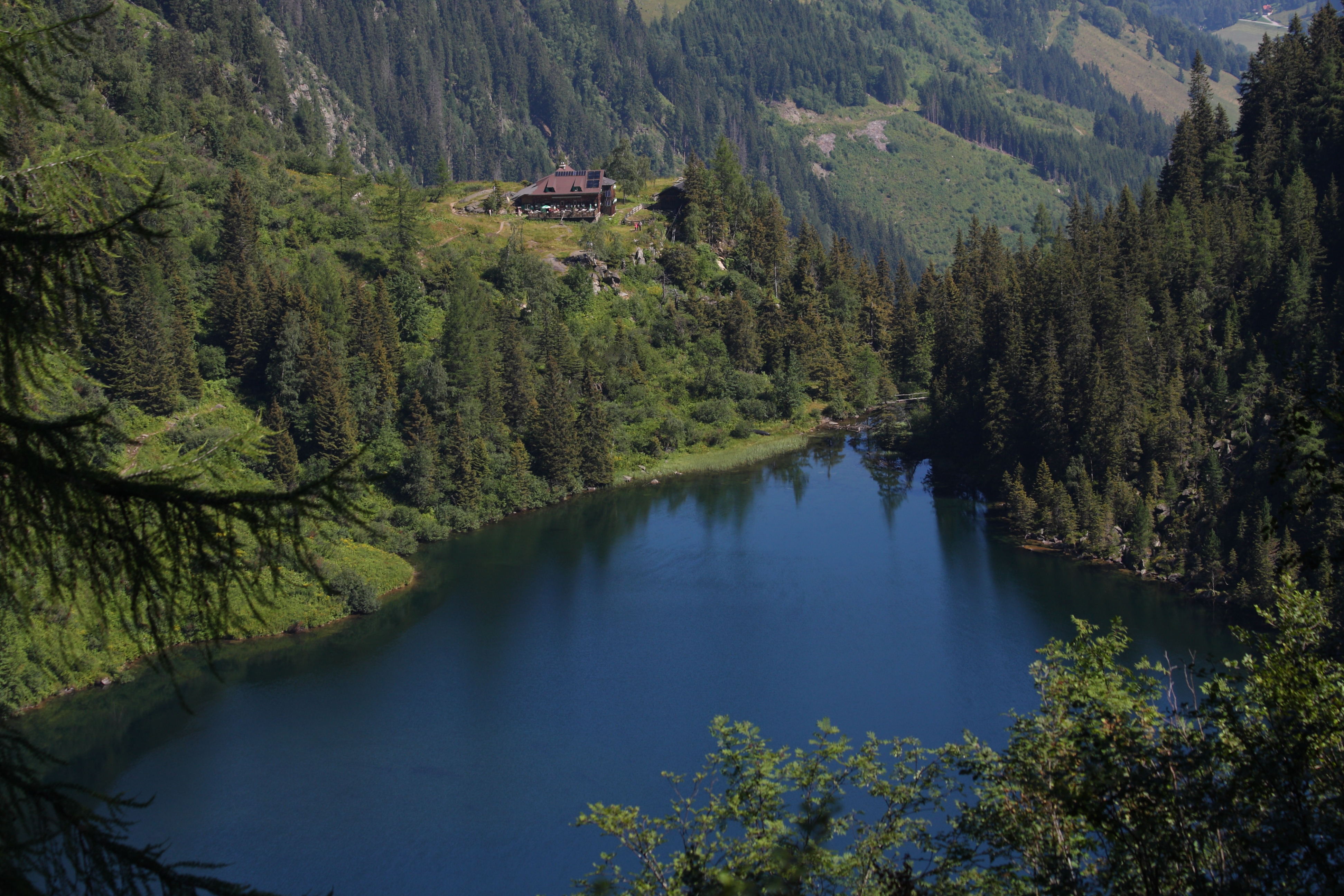
Hüttensee
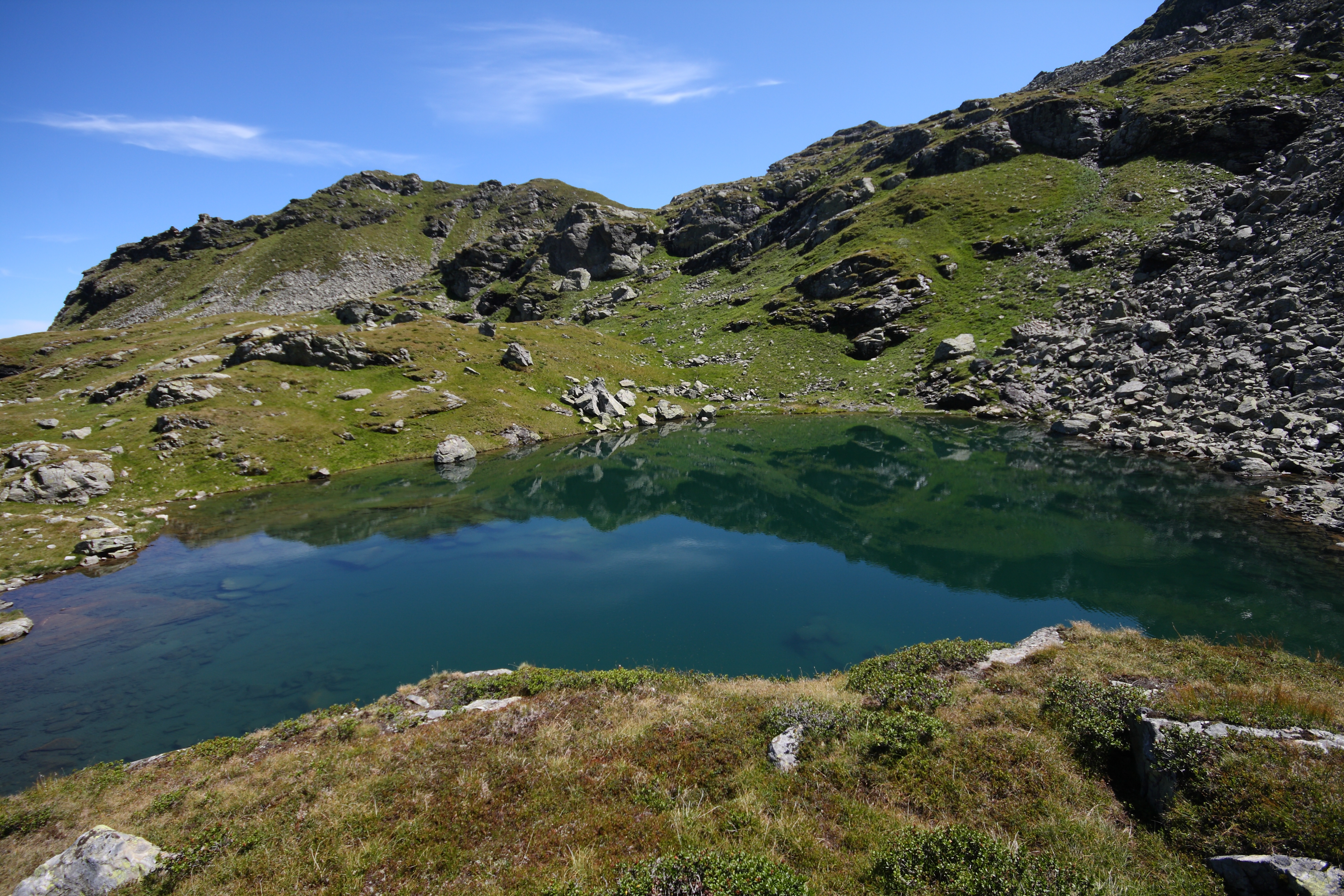
Grubersee
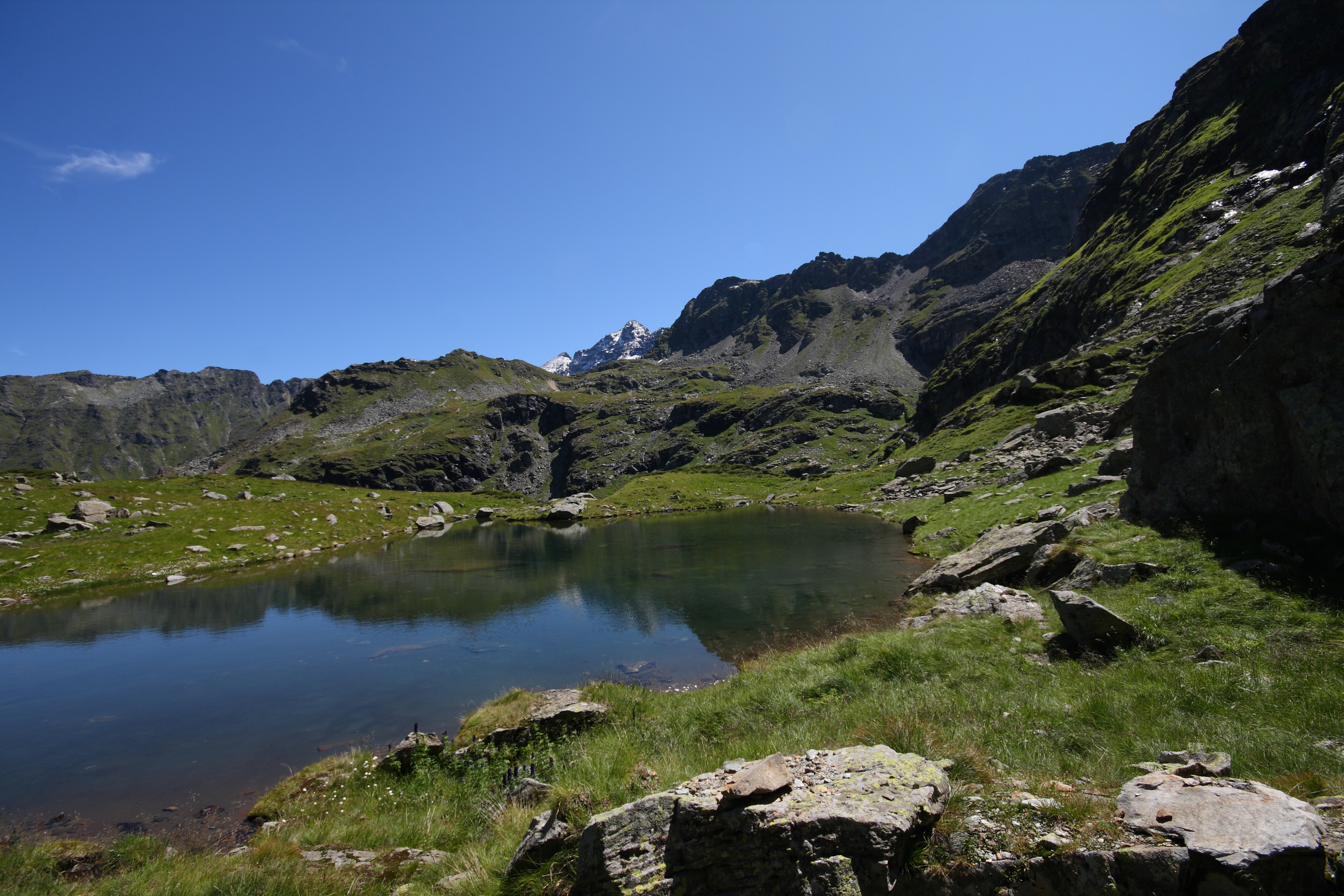
Filzsee
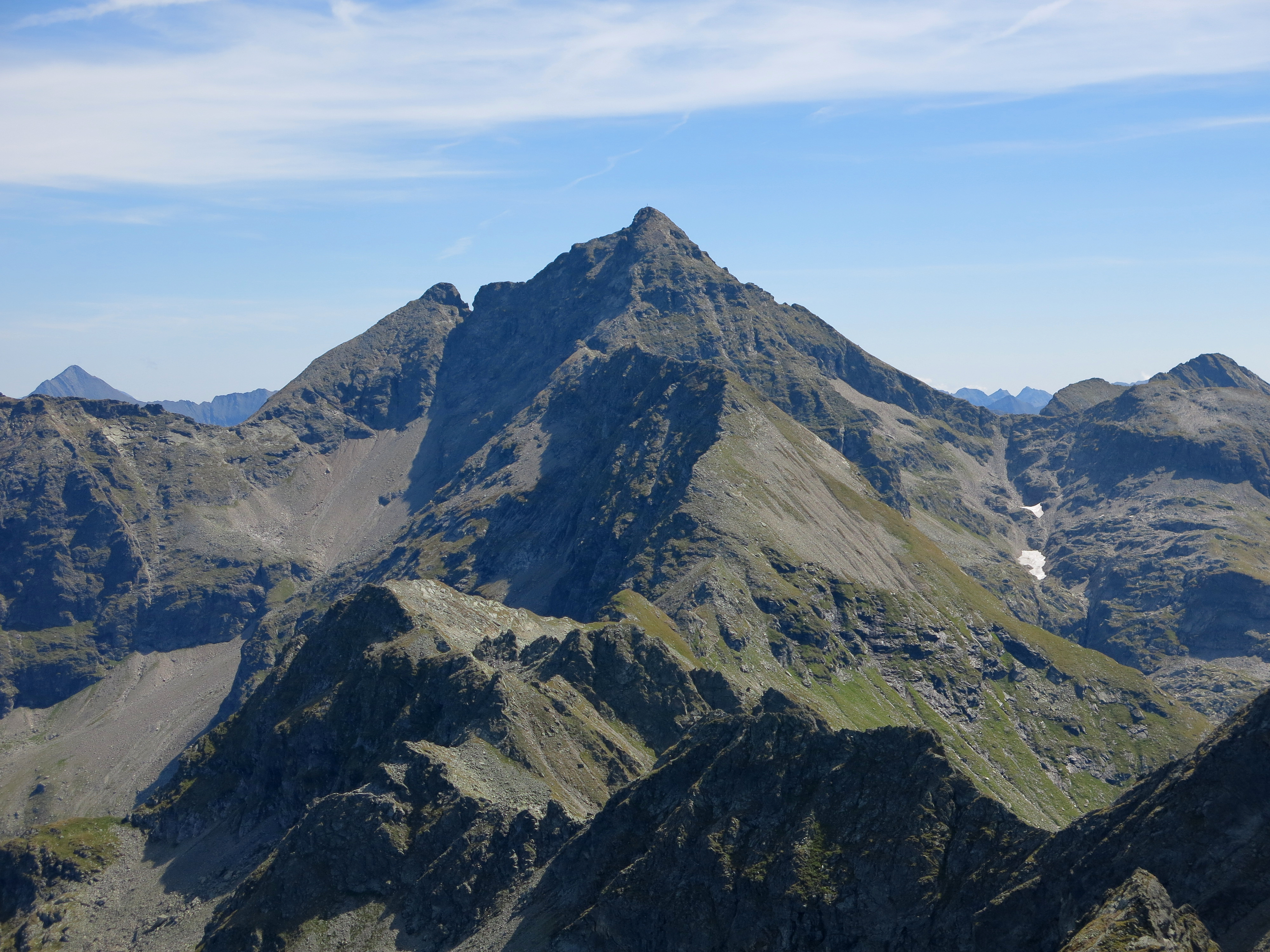
Hochwildstelle vom Höchstein
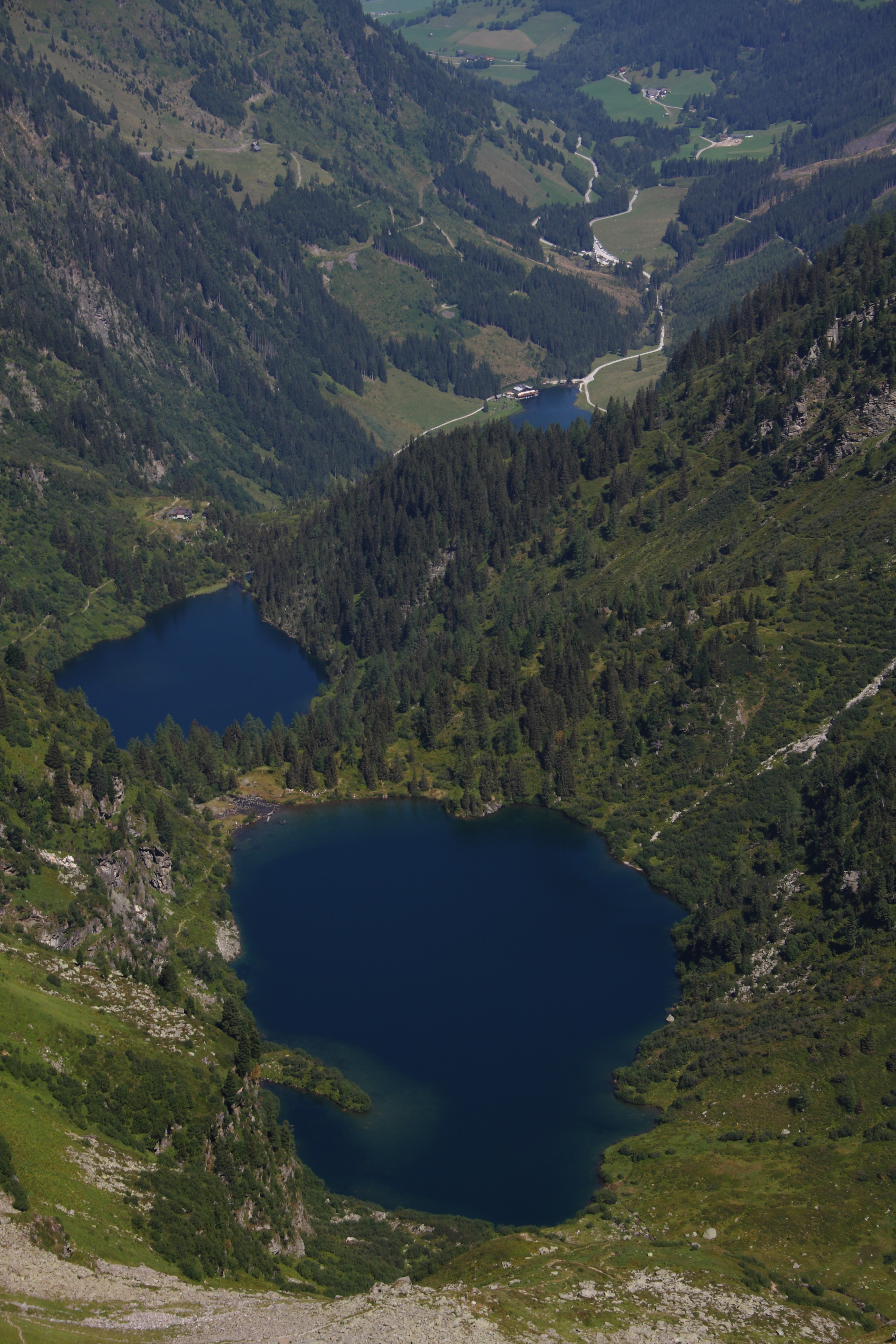
Obersee
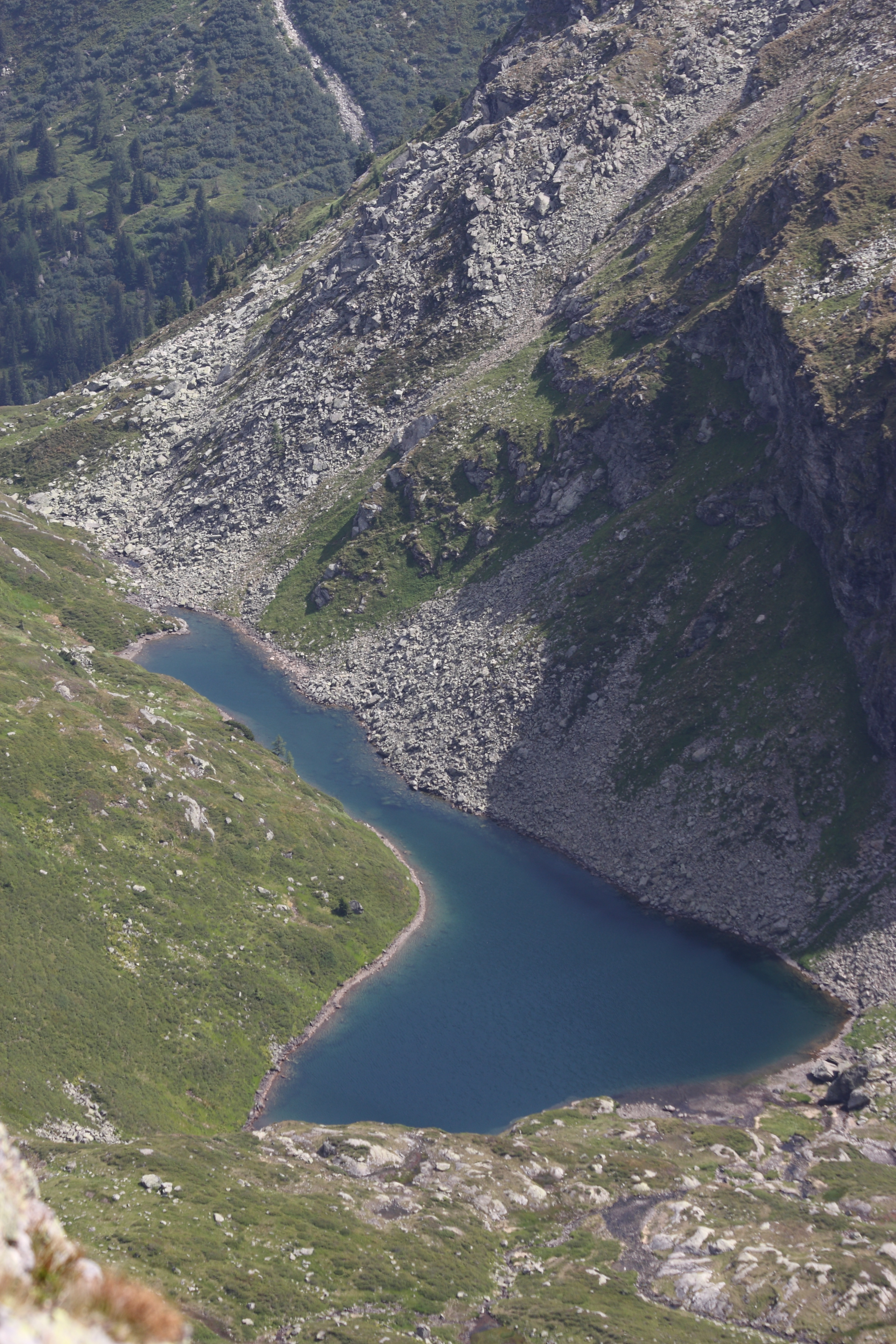
Pfannsee

## Wirtschaft und Infrastruktur
Tourismus: Die Gemeinde bildet gemeinsam mit Haus im Ennstal den Tourismusverband „Haus im Ennstal-Aich-Gössenberg“. Dessen Sitz ist in Haus.

### Verkehr
Im Ortsteil Assach besteht an der Ennstalbahn die Haltestelle Aich-Assach. Ebenso durchquert die Ennstal-Straße B320 diesen Ortsteil.

## Politik

### Gemeinderat
| Seit 2015 hat der Gemeinderat 15 Mitglieder. - Mit den Gemeinderatswahlen in der Steiermark 2000 hatte der Gemeinderat folgende Verteilung: 5 ÖVP, 2 FPÖ und 2 SPÖ. - Mit den Gemeinderatswahlen in der Steiermark 2005 hatte der Gemeinderat folgende Verteilung: 5 ÖVP, 3 FPÖ und 1 SPÖ. - Mit den Gemeinderatswahlen 2010 hatte der Gemeinderat folgende Verteilung: 6 ÖVP, 1 Bürgerliste Horst Schupfer, 1 SPÖ und 1 FPÖ. (9 Mitglieder bis zur Wahl 2015) - Mit den Gemeinderatswahlen 2015 hatte der Gemeinderat folgende Verteilung: 10 ÖVP, 3 FPÖ und 2 SPÖ. - Mit den Gemeinderatswahlen 2020 hat der Gemeinderat folgende Verteilung: 11 ÖVP, 2 SPÖ und 2 FPÖ. | Die zur Anzeige dieser Grafik verwendete Erweiterung wurde dauerhaft deaktiviert. Wir arbeiten aktuell daran, diese und weitere betroffene Grafiken auf ein neues Format umzustellen. (Mehr dazu) |

### Bürgermeister
- 1980–2000 Engelbert Zefferer (ÖVP)
- 2000–2005 Wolfgang Findling (ÖVP)
- seit 2005 Franz Danklmaier (ÖVP)[11]

### Wappen

Wappen der Vorgängergemeinden
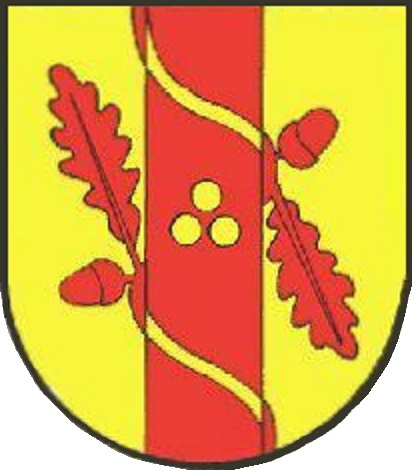
Aich
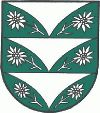
Gössenberg

Beide Vorgängergemeinden hatten je ein Gemeindewappen. Das am 1. Juli 1986 verliehene Wappen von Aich, gab mit dem Pfahl einen Hinweis auf das mittelalterliche Landgericht in Aich, die drei goldenen Kugeln versinnbildlichten den Pfarrpatron, den Hl. Nikolaus und das Eichenlaub verwies auf den Namen Aich. Wegen der Gemeindezusammenlegung verloren beide Wappen mit 1. Jänner 2015 ihre offizielle Gültigkeit.
Die Neuverleihung des Gemeindewappens für die Fusionsgemeinde erfolgte mit Wirkung vom 5. Mai 2016.

Die Blasonierung lautet:
„In grünem Schild ein roter, silbern bordierter und mit drei einander berührenden silbernen Kugeln (1:2) mittig belegter Pfahl, vorne aus der Bordierung wachsend drei silberne, je einfach fruchttragende Eichenblätter, hinten allseits anstoßend übereinander drei gestürzte eingebogene silberne Spitzen.“

## Persönlichkeiten

### Mit der Gemeinde verbundene Persönlichkeiten
- Daniel Danklmaier (* 1993), Skirennläufer